# Apriona parvigranula
Apriona parvigranula är en skalbaggsart som beskrevs av Thomson 1878. Apriona parvigranula ingår i släktet Apriona och familjen långhorningar.
Artens utbredningsområde är Nepal. Inga underarter finns listade i Catalogue of Life.